# Кокуш Анатолій Якимович
Анатолій Якимович Кокуш (1951, Керч, Україна)— український інженер у галузі кінотехніки (операторської техніки для кіно й телебачення), фундатор і керівник фірми «Фільмотехнік», двічі лауреат інженерно-технічної нагороди (Scientific and Technical Academy Award) американської кіноакадемії Оскар (2006 р.).
Здобув інженерну освіту у Ленінградському інституті кіноінженерів. По закінченні (з 1974) працював конструктором на кіностудії ім. Довженка, 1990 року заснував власну фірму.
Основні розробки:
- гіростабілізований операторський кран «Авторобот», також відомий як «U-Crane» (рос. U-Crane) і «U-crane»;
- операторські крани серії «Каскад»;
- операторські стабілізовані системи «Flight Head».

На обладнанні компанії Анатолія Кокуша знято багато відомих вітчизняних і зарубіжних фільмів:  «Форсаж», «Титанік», «Війна світів», «9-та рота», «Бетмен», «Схід− Захід», «Код да Вінчі», «Місія нездійсненна-3», «Люди Х», «Містер і місіс Смітт», «Царство небесне»,«Гаррі Поттер» та інших відомих фільмів.